# ناتاشا لاسي
ناتاشا لاسي (بالإنجليزية: Natasha Lacy)‏ مواليد 8 يوليو 1985 في إل باسو، هي لاعبة كرة سلة أمريكية. بدأت مسيرتها الاحترافية في سنة 2010. تم اختيارها من قبل فريق ديترويت شوك خلال الدرافت. تلعب في دوري الاتحاد الوطني لكرة السلة النسائية.

## المسيرة الاحترافية
لعبت مع تلسا شوك في سنة 2010، ثم لعبت مع لوس أنجلوس سباركس في سنة 2011، ثم لعبت مع واشنطن ميستيكس في سنة 2012، ثم لعبت مع كونيتيكت صن في سنة 2013، ثم لعبت مع نيويورك ليبرتي في سنة 2014.

## روابط خارجية
- ناتاشا لاسي على موقع الاتحاد الدولي لكرة السلة (الإنجليزية)
- ناتاشا لاسي على موقع الاتحاد الوطني لكرة السلة النسائية (الإنجليزية)
- ناتاشا لاسي على موقع كرة السلة الأوروبية.كوم (الإنجليزية)
- ناتاشا لاسي على موقع كلية كرة السلة في سبورتس رفرنس.كوم (الإنجليزية)
- ناتاشا لاسي على موقع بروبوليرز (الإنجليزية)
- ناتاشا لاسي على موقع سبورتس رفرنس (الإنجليزية)